# Zeuctocleora una
Zeuctocleora una är en fjärilsart som beskrevs av Louis Beethoven Prout 1929. Zeuctocleora una ingår i släktet Zeuctocleora och familjen mätare. Inga underarter finns listade i Catalogue of Life.